# Oleg Lundstrem
Oleg Lundstrem (en russe : Олег Леонидович Лундстрем ; Oleg Lundström), né le 2 avril 1916 à Tchita et mort le 14 octobre 2005 à Valentinovka, un quartier de Korolyov, dans l'oblast de Moscou, est un musicien de jazz russe.

## Biographie
En 1994, le Livre des records Guinness a établi que le groupe emmené par Oleg Lundstrem était le plus ancien groupe de jazz encore en activité. 
En 1998 il reçut un prix[Lequel ?] de la part de la fédération de Russie. 

## Principaux instrumentaux
- Mirage - 1947
- The Lilac is Flourishing - 1955
- Improvisation ("Atom-bugi") - 1957
- Humoresque - 1958
- A Song Without Words - 1960
- Etude for the band" - 1960
- Prologue - 1963
- Bukhara Design - 1972
- In the mountains of Georgia - 1973
- The Ways of Love - 1975
- Speedway - 1980
- The Legend of Söyembikä - 1981
- At Dawn - 1984